# Premier tunnel routier du Lioran
Pour les articles homonymes, voir Tunnels du Lioran.
Le premier tunnel du Lioran est un tunnel routier français, situé dans les monts du Cantal, en Auvergne, dans le Massif central, permettant de relier l'est et l'ouest du département. Devenu trop étroit pour la circulation dense d'aujourd'hui, il fut remplacé en 2007 par le deuxième tunnel routier du Lioran. 
Ce tunnel n'est pas le plus ancien tunnel routier en France (tunnel de la Traversette ou du « pertuis de Viso » construit vers 1450), ni l'un des plus longs (le plus long tunnel du monde à l'époque  du Lioran était celui de Riqueval, sur le canal de Saint-Quentin, construit entre 1803 et 1810, long de plus de 5 km) ni  le plus haut tunnel du monde (tunnel de la Traversette à 2 900 m) ni le plus ancien tunnel routier en service.
Cependant, à l'époque de sa construction, les tunnels routiers importants étaient rares. Même s'il existait de nombreux canaux souterrains et tunnels ferroviaires plus importants, il s'agit de l'un des premiers grands tunnels routiers.

## Raisons de sa construction
Au XIXe siècle, l'ouest et l'est du département ne sont reliés que par la route royale no 126 entre Montauban et Saint-Flour, construite en 1789. Celle-ci était censée remplacer l'ancienne voie romaine de la via Celtica qui traversait les monts du Cantal par le col de la Tombe du Père au pied du Plomb du Cantal. Cependant, la route royale, essentiellement fréquentée par les troupes royales, franchit le col de Font-de-Cère (1 296 m) recouvert en hiver par des congères de 3 à 4 mètres de neige et exposé à des vents violents, ce qui rend cet itinéraire impraticable d'octobre à mai. Infranchissable en hiver, il ne l'était pas moins en été, mais pour d'autres raisons comme le brigandage excessif, les loups s'attaquant aux passants et la forêt du Lioran alimentant les peurs. Le fréquenter était donc très dangereux comme le témoignaient de nombreuses croix en bois et en fer le long de la route en souvenirs de personnes agressées par les brigands ou les loups, ou bien surprises par les rigueurs de l'hiver. Par conséquent, la route est délaissée des voyageurs préférant réutiliser l'ancienne voie romaine de la via Celtica.
Il est donc décidé de construire un tunnel, technique déjà répandue pour les canaux et les chemins de fer, mais encore rare pour les routes.. Le préfet du Cantal, Edouard François Désiré Delamarre, se rend sur place avec plusieurs ingénieurs. Au total six projets de souterrain lui sont présentés, du plus fou au plus sérieux. Le projet d'un tunnel traversant le puy de Massebœuf fut retenu et ses plus de 1 400 mètres de longueur en faisait un ouvrage comparable au tunnel de Terrenoire (Voie ferrée Lyon Saint Etienne, 1826,longueur initiale d'environ 1500m)

## Construction

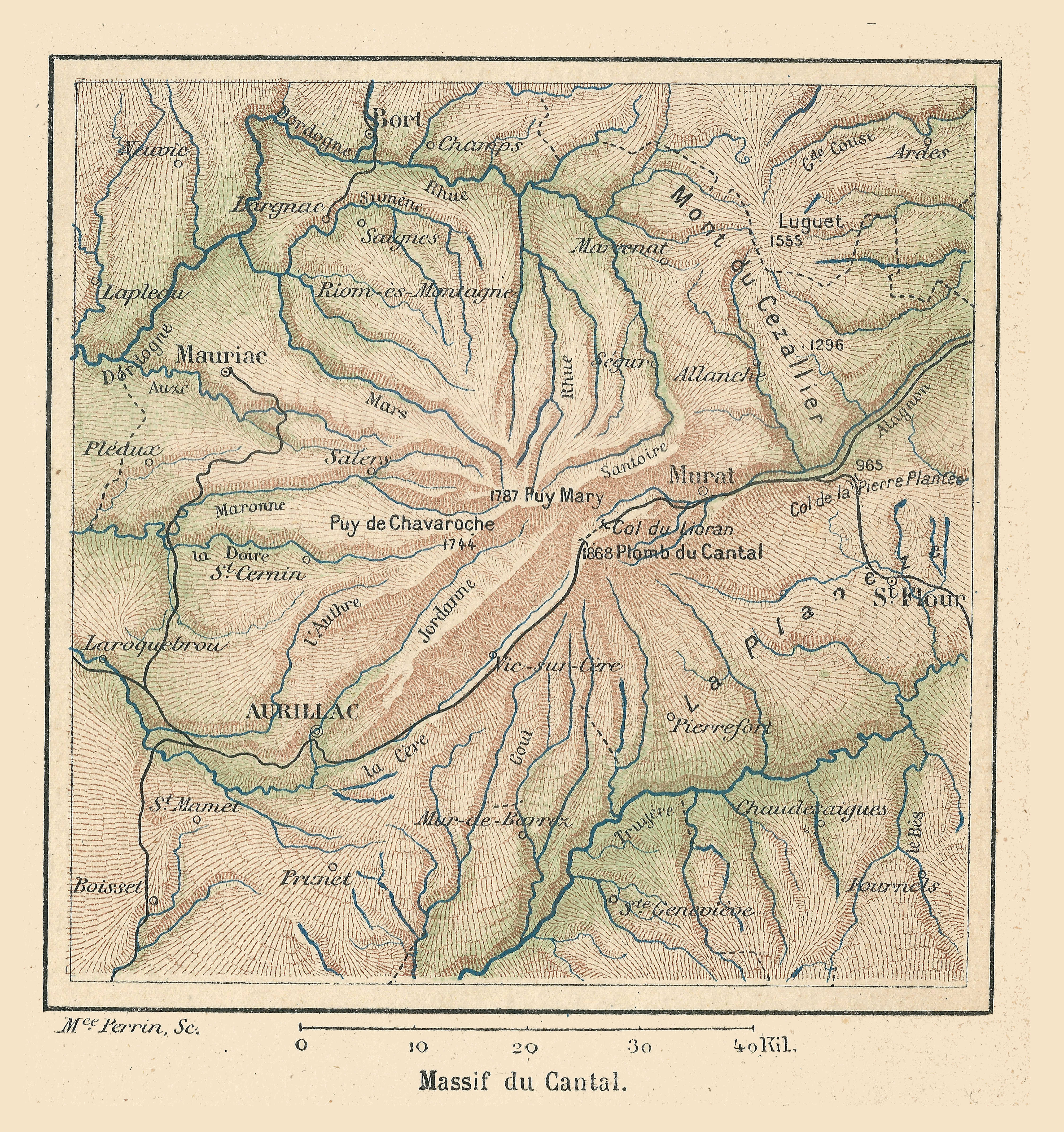
Le trajet routier qui passait par le tunnel vers 1880.

La construction d’un souterrain est donc décidée. On voit l'arrivée de centaines d'ouvriers de toute la France, du Poitou, de Bretagne, du Berry et naturellement d'Auvergne mais aussi de toute l'Europe avec des Piémontais, des Suisses, des Bavarois, etc. 
Le chantier est mené sous la houlette d'Adrien Ruelle et le premier coup de pioche est donné le 10 août 1839 par le préfet Delamarre. La première pierre est posée symboliquement le 30 septembre de la même année. Après 4 ans de creusement effectué de part et d'autre à la seule force des bras qui manient les pioches, la jonction a lieu le 23 novembre 1843. Le tunnel est inauguré le 4 décembre 1843, jour de la Sainte Barbe patronne des mineurs. D’une longueur de 1 414 mètres, le tunnel fait 5,30 m de large, et 6,50 m de haut en son centre (cette valeur varie sur les côtés en raison de la forme voûtée du tube). La construction du tunnel a fait 3 morts, sans compter 3 autres morts de la fièvre typhoïde, et près de 150 blessés dont 56 graves. 80 000 coup de mine furent tirés, 40 tonnes de poudre furent utilisées, 60 000 mètres cubes de blocs furent extraits, presque 3 millions de francs furent dépensés et 80 ouvriers divers furent employés.  
Le percement de ce tunnel est raconté dans le livre de Jean Anglade, Les Puysatiers, Presse de la cité, 2001.

## Période de mise en service
Le tunnel faisait gagner un temps considérable aux voyageurs et permettait même de franchir les monts du Cantal en hiver au prix de pénibles déneigement effectué par un simple chasse-neige tiré par des bœufs. Malgré cela, le tunnel n'était pas le passage préféré des passants. Il alimentait les peurs et même les chevaux se cabraient à son entrée refusant d'y pénétrer. À la nouvelle de ce tunnel aux effrois, de nombreux curieux de toute l'Europe vinrent admirer l'ouvrage considéré comme titanesque. Les voyageurs se plaisaient à se faire peur en traversant le tunnel et aimaient se faire photographier à son entrée ou bien d'envoyer des cartes postales témoignant de leur traversée du souterrain. De là, les peurs s'estompèrent peu à peu jusqu'au début du XXe siècle mais les visiteurs continuèrent à s'amasser et admirer l'ouvrage.  
Avec l'arrivée du chemin de fer, un second tunnel fut percé mais le tunnel routier garda son importance. La voie ferrée permit l'essor touristique du Lioran et le tunnel routier gagna une notoriété et en curieux. 
Le tunnel du Lioran joua un rôle important dans la bataille du Lioran à la fin de la Seconde Guerre mondiale. C'est ici que les maquisards se mirent en embuscade et bloquèrent la garnison allemande d'Aurillac en évacuation. 
À l'origine conçu pour la circulation de modestes charrettes, le tunnel se révéla être incompatible avec la circulation du XXIe siècle et il fut alors décidé de construire un nouveau tunnel routier.  
Ce tunnel, resté en service jusqu’à l’ouverture du nouvel ouvrage en 2007, était le plus ancien tunnel routier de plus de 1 000 m encore en service en France.

## Nouvelle fonction
Quatre galeries reliées au nouveau tunnel, parallèle, permettent notamment une évacuation d’urgence des automobilistes en cas de besoin.

## Anecdotes
- Les galeries latérales, qui servaient de refuge aux ouvriers lors des tirs de mines ont servi de caves à fromage de 1881 à 1930.
- Le tunnel apparait en début du film de La Cité de l'indicible peur (1964) avec Bourvil.